# Axiagasta (Geometridae)
Axiagasta là một chi bướm đêm thuộc họ Geometridae.

## Các loài
- Axiagasta rhodobaphes Turner, 1930